# Pierre Prévert

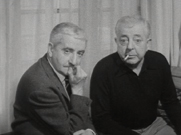
Pierre Prévert (links) en Jacques Prévert

Pierre Prévert (Neuilly-sur-Seine, 26 mei 1906 – Joinville-le-Pont, 6 april 1988) was een Frans filmregisseur en tekstschrijver.
Pierre Prévert begon zijn carrière als projectie-assistent bij de filmmaatschappij Erka-Prodisco. Hij werkte in allerlei soorten baantjes in de filmindustrie, zoals figurant en camera-assistent. 
In 1928 maakte hij samen met zijn bekendere broer, de dichter en schrijver Jacques Prévert en Marcel Duhamel de film Souvenirs de Paris, ook uitgebracht onder de titel Paris-Express. 
In 1929 werkte hij als assistent-producer voor Alberto Cavalcanti in de productie van de film Le petit chaperon rouge.
In de jaren dertig maakte hij samen met zijn broer deel uit van de Groupe Octobre. Hij speelde verschillende kleine rollen in reclamefilms van Paul Grimault, en schreef scenario’s voor films. 
In 1940-1941 trok hij met een theatergezelschap naar Noord-Afrika om daar op te treden. Ook gedurende de Tweede Wereldoorlog bleef hij met zijn broer Jacques samenwerken. Na de oorlog verscheen er in Frankrijk tot 1951 ieder jaar wel een film waar Prévert aan had meegewerkt. Van 1951 tot 1957 organiseerde hij het cabaret en nachttheater in "La Fontaine des Quatre-saisons", een bekend Parijs theater waar onder andere Boris Vian en Barbara hebben opgetreden. 
Na 1957 maakte hij opnieuw films, zoals Paris mange son pain, een film met muziek van Henri Crolla. In 1959 kwam de film Paris La Belle uit, met beelden uit zijn film dertig jaar oude film Souvenirs de Paris, waarmee hij een juryprijs in de wacht sleepte voor de beste korte film van het 13e filmfestival van Cannes. 
In 1961 maakte hij voor de Belgische televisie een serie van zes televisie-uitzendingen getiteld “Mon frère Jacques”, met stukken uit films en voordrachten uit werk van zijn broer Jacques, met medewerking van onder andere Marcel Duhamel, Raymond Bussières, Jacques-Bernard Brunius, Jean Gabin, Arletty, en Pierre Brasseur,
In de jaren zestig maakte hij verschillende films en documentaires. Daarna trok hij zich terug. Hij overleed op 81-jarige leeftijd.
- Biblioteca Nacional de España: XX1785460
- Bibliothèque nationale de France: cb12473689j (data)
- Gemeinsame Normdatei: 120483300
- International Standard Name Identifier: 0000 0000 5945 5473
- Library of Congress Control Number: n83239568
- Nationale Bibliotheek van Tsjechië: xx0153702
- Nationale Bibliotheek van Israël: 987007443846705171
- Nederlandse Thesaurus van Auteursnamen: 070973008
- Système universitaire de documentation: 033929807
- Virtual International Authority File: 21149366365985602633